# Deutschland Cup (fotbal)
Deutschland Cup a fost o competiție fotbalistică singulară jucată în noiembrie 1990, pentru a sărbători Reunificarea Germaniei. Meciul s-a jucat cu o săptămână înainte de desființarea Federației de Fotbal a Germaniei de Est și fuziunea ei cu Federația Germană de Fotbal, și a prezentat confruntarea campionilor Germaniei de Est și de Vest, Dynamo Dresden și Bayern München respectiv. Meciul s-a jucat pe Rudolf-Harbig-Stadion din Dresda, și s-a terminat cu scorul de 1-0 în favoarea lui Dynamo.

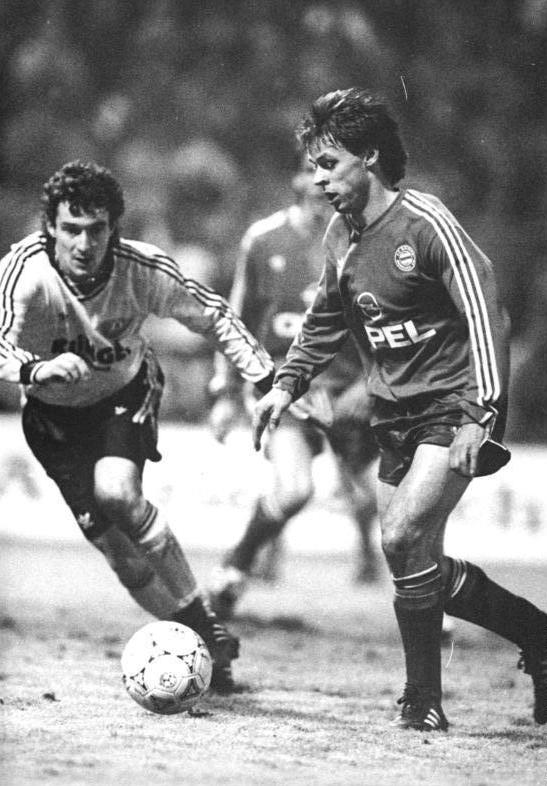
Hans-Uwe Pilz de la Dynamo Dresden, și Olaf Thon de la Bayern München în Deutschland Cup

## Detaliile meciului
| Dynamo Dresden | 1–0 | Bayern München |
| -------------- | --- | -------------- |
|                |     |                |

| Dynamo Dresden | Bayern München |

|  |  |